# Lista orașelor și comunelor din Saarland
In landul federal Saarland sunt:
- 52 de localități din care sunt:
  - 17 orașe
  - 6 districte urbane
  - 2 orașe districte
  - 35 orașe și comune

## districte urbane
| - Homburg - Merzig | - Neunkirchen (Saar) - Saarbrücken, [Capitala Landului] | - Saarlouis - St. Wendel |

## orașe districte
| - St. Ingbert | - Völklingen |  |

## orașe și comune
| - Beckingen - Bexbach - Blieskastel - Bous - Dillingen/Saar - Ensdorf - Eppelborn - Freisen - Friedrichsthal - Gersheim - Großrosseln - Heusweiler - Homburg - Illingen - Kirkel - Kleinblittersdorf - Lebach - Losheim am See | - Mandelbachtal - Marpingen - Merchweiler - Merzig - Mettlach - Nalbach - Namborn - Neunkirchen (Saar) - Nohfelden - Nonnweiler - Oberthal - Ottweiler - Perl - Püttlingen - Quierschied - Rehlingen-Siersburg - Riegelsberg | - Saarbrücken - Saarlouis - Saarwellingen - Schiffweiler - Schmelz - Schwalbach - Spiesen-Elversberg - St. Ingbert - St. Wendel - Sulzbach/Saar - Tholey - Überherrn - Völklingen - Wadern - Wadgassen - Wallerfangen - Weiskirchen |